# Halové mistrovství Evropy v atletice 2025
38. Halové mistrovství Evropy v atletice se konalo v nizozemském Apeldoornu ve dnech 6.–9. března 2025.

## Česká účast
Nominace čítala 26 českých atletů. Česká výprava odvezla ze šampionátu tři medaile. Výškař Jan Štefela vybojoval stříbrnou medaili výkonem 229 centimetrů. Bronzovou medaili získal koulař Tomáš Staněk a ženská štafeta na 4 x 400 metrů ve složení Lada Vondrová, Nikoleta Jíchová, Tereza Petržilková a Lurdes Gloria Manuel, které výkonem 3:25,31 min vylepšily český rekord.

## Medailisté

### Muži
| Soutěž            | Zlato                                                                          | Stříbro                                                                       | Bronz                                                                          |
| ----------------- | ------------------------------------------------------------------------------ | ----------------------------------------------------------------------------- | ------------------------------------------------------------------------------ |
| 60 m              | Jeremiah Azu 6,49                                                              | Henrik Larsson 6,52                                                           | Andrew Robertson 6,55                                                          |
| 400 m             | Attila Molnár 45,25                                                            | Maksymilian Szwed 45,31                                                       | Jimy Soudril 45,59                                                             |
| 800 m             | Samuel Chapple 1:44,88                                                         | Eliott Crestan 1:44,92                                                        | Mark English 1:45,46                                                           |
| 1500 m            | Jakob Ingebrigtsen 3:36,56                                                     | Azeddine Habz 3:36,92                                                         | Isaac Nader 3:37,10                                                            |
| 3000 m            | Jakob Ingebrigtsen 7:48,37                                                     | George Mills 7:49,41                                                          | Azeddine Habz 7:50,48                                                          |
| 60 m př.          | Jakub Szymański 7,43                                                           | Wilhem Belocian 7,45                                                          | Just Kwaou-Mathey 7,50                                                         |
| Štafeta 4 × 400 m | Nizozemsko 3:04,95 Eugene Omalla Nick Smidt Isaya Klein Ikkink Tony van Diepen | Španělsko 3:05,18 Markel Fernández Manuel Guijarro Óscar Husillos Bernat Erta | Belgie 3:05,18 Julien Watrin Christian Iguacel Florent Mabille Jonathan Sacoor |
| Skok do výšky     | Oleh Doroščuk 2,34 m                                                           | Jan Štefela 2,29 m                                                            | Matteo Sioli 2,29 m                                                            |
| Skok o tyči       | Emmanouil Karalis 5,90 m Menno Vloon 5,90 m                                    | neudělena                                                                     | Sondre Guttormsen 5,90 m                                                       |
| Skok daleký       | Božidar Sarabojukov 8,13 m                                                     | Mattia Furlani 8,12 m                                                         | Lester Lescay 8,12 m                                                           |
| Trojskok          | Andy Díaz Hernández 17,71 m                                                    | Max Hess 17,43 m                                                              | Andrea Dallavalle 17,19 m                                                      |
| Vrh koulí         | Andrei Rares Toader 21,27 m                                                    | Wictor Petersson 21,04 m                                                      | Tomáš Staněk 20,75 m                                                           |
| Sedmiboj          | Sander Skotheim 6558 bodů ER, CR                                               | Simon Ehammer 6506 bodů                                                       | Till Steinforth 6388 bodů                                                      |

### Ženy
| Soutěž            | Zlato                                                                                  | Stříbro                                                                             | Bronz                                                                                        |
| ----------------- | -------------------------------------------------------------------------------------- | ----------------------------------------------------------------------------------- | -------------------------------------------------------------------------------------------- |
| 60 m              | Zaynab Dossová 7,01                                                                    | Mujinga Kambundjiová 7,02                                                           | Patrizia van der Wekenová 7,06                                                               |
| 400 m             | Lieke Klaverová 50,38                                                                  | Henriette Jægerová 50,45                                                            | Paula Sevillaová 50,99                                                                       |
| 800 m             | Anna Wielgoszová 2:02,09                                                               | Clara Libermanová 2:02,32                                                           | Anita Horvatová 2:02,52                                                                      |
| 1500 m            | Agathe Guillemotová 4:07,23                                                            | Salomé Afonsová 4:07,66                                                             | Revee Walcott-Nolanová 4:08,45                                                               |
| 3000 m            | Sarah Healyová 8:52,86                                                                 | Melissa Courtneyová-Bryantová 8:52,92                                               | Salomé Afonsová 8:53,42                                                                      |
| 60 m př.          | Ditaji Kambundjiová 7,67 ER, CR                                                        | Nadine Visserová 7,72                                                               | Pia Skrzyszowská 7,83                                                                        |
| Štafeta 4 × 400 m | Nizozemsko 3:24,34 CR Cathelijn Peetersová Lieke Klaverová Nina Frankeová Femke Bolová | Nizozemsko 3:24,89 Lina Nielsenová Hannah Kellyová Emily Newnhamová Amber Anningová | Nizozemsko 3:25,31 NR Lada Vondrová Nikoleta Jíchová Tereza Petržilková Lurdes Gloria Manuel |
| Skok do výšky     | Jaroslava Mahučichová 1,99 m                                                           | Angelina Topićová 1,95 m                                                            | Engla Nilssonová 1,92 m                                                                      |
| Skok o tyči       | Angelica Moserová 4,80 m                                                               | Tina Šutejová 4,75 m                                                                | Marie-Julie Bonninová 4,70 m                                                                 |
| Skok daleký       | Larissa Iapichinová 6,94 m                                                             | Annik Kälinová 6,90 m                                                               | Malaika Mihambová 6,88 m                                                                     |
| Trojskok          | Ana Peleteirová-Compaoréová 14,37 m                                                    | Diana Ana Maria Ionová 14,31 m                                                      | Senni Salminenová 13,99 m                                                                    |
| Vrh koulí         | Jessica Schilderová 20,69 m                                                            | Yemisi Ogunleyeová 19,56 m                                                          | Auriol Dongmová 19,26 m                                                                      |
| Pětiboj           | Saga Vanninenová 4922 bodů                                                             | Sofie Dokterová 4826 bodů                                                           | Kate O'Connorová 4781 bodů                                                                   |

### Smíšená družstva
| Soutěž                    | Zlato                                                                             | Stříbro                                                                          | Bronz                                                                                       |
| ------------------------- | --------------------------------------------------------------------------------- | -------------------------------------------------------------------------------- | ------------------------------------------------------------------------------------------- |
| Smíšená štafeta 4 × 400 m | Nizozemsko 3:15,63 CR Nick Smidt Eveline Saalbergová Tony van Diepen Femke Bolová | Belgie 3:16,19 Julien Watrin Imke Vervaetová Christian Iguacel Helena Ponetteová | Spojené království 3:16,49 Alastair Chalmers Emily Newnhamová Joshua Faulds Lina Nielsenová |

## Medailové pořadí
| Pořadí | Země               | Zlatá medaile | Stříbrná medaile | Bronzová medaile | Celkem |
| ------ | ------------------ | ------------- | ---------------- | ---------------- | ------ |
| 1      | Nizozemsko         | 7             | 2                | 0                | 9      |
| 2      | Itálie             | 3             | 1                | 2                | 6      |
| 3      | Norsko             | 3             | 1                | 1                | 5      |
| 4      | Švýcarsko          | 2             | 3                | 0                | 5      |
| 5      | Polsko             | 2             | 1                | 1                | 4      |
| 6      | Ukrajina           | 2             | 0                | 0                | 2      |
| 7      | Francie            | 1             | 3                | 4                | 8      |
| 8      | Spojené království | 1             | 3                | 3                | 7      |
| 9      | Španělsko          | 1             | 1                | 2                | 4      |
| 10     | Rumunsko           | 1             | 1                | 0                | 2      |
| 11     | Irsko              | 1             | 1                | 0                | 2      |
| 12     | Finsko             | 1             | 0                | 1                | 2      |
| 13     | Bulharsko          | 1             | 0                | 0                | 2      |
| 13     | Řecko              | 1             | 0                | 0                | 1      |
| 13     | Maďarsko           | 1             | 0                | 0                | 1      |
| 16     | Německo            | 0             | 2                | 2                | 4      |
| 17     | Belgie             | 0             | 2                | 1                | 3      |
| 17     | Švédsko            | 0             | 2                | 1                | 3      |
| 19     | Portugalsko        | 0             | 1                | 3                | 4      |
| 20     | Česko              | 0             | 1                | 2                | 3      |
| 21     | Slovinsko          | 0             | 1                | 1                | 2      |
| 22     | Srbsko             | 0             | 1                | 0                | 1      |
| 23     | Lucembursko        | 0             | 0                | 1                | 1      |
| Celkem | Celkem             | 28            | 26               | 27               | 81     |